# Уртазим
Уртази́м (рос. Уртазым) — село у складі Кваркенського району Оренбурзької області, Росія.

## Населення
Населення — 568 осіб (2010; 748 у 2002).
Національний склад (станом на 2002 рік):
- росіяни — 82 %